# Darlene Conley
Darlene Conley (Chicago (Illinois), 18 juli 1934 - Los Angeles (Californië), 14 januari 2007) was een Amerikaans actrice van Iers-Duitse afkomst. Het bekendst was ze door haar vertolking van Sally Spectra in de televisieserie The Bold and the Beautiful.
Over Conley was veel onjuiste en onvolledige informatie in omloop, met name over haar leeftijd. Ze was de dochter van Raymond Conley en Melba Manthey. De van oorsprong Ierse familie Conley woonde toen al een aantal generaties lang in Illinois; de familie Manthey was van Duitse afkomst. Conley groeide met haar twee zussen Carol en Sharon op in Chicago Heights, een buitenwijk van Chicago, waar haar vader een baan had bij de Illinois Central Railroad.
Conley was ongeveer vijftien jaar oud toen zij in de krant las dat de actrice die de Ierse dienstmeid speelt in het rondtoerende toneelstuk 'The Heiress' (1947-1948), in verwachting was. Ze deed vervolgens auditie bij impresario Jed Harris en werd aangenomen. Na haar middelbare school studeerde ze nog twee jaar (aan DePaul University en Loyola University) en sloot zich toen aan bij wisselende theatergezelschappen. Van 1954 tot 1957 was zij verbonden aan de Chicago Uptown Circuit Players en van 1957 tot 1959 aan de Helen Hayes Equity Players in New York.
In 1961 kreeg zij een rol als serveerster aangeboden in 'The Birds' van Alfred Hitchcock (uitgebracht in 1963). Daarna speelde zij nog in enkele andere films, waaronder 'The Valley of the Dolls' (1976). In de jaren 70 stond zij opnieuw op de planken in het theater; van 1972 tot 1975 bij het Alley Theatre in Houston en van 1973 tot 1977 bij het Los Angeles Music Center. Hier speelde zij onder andere naast Richard Chamberlain in 'Cyrano de Bergerac' (1973-74) en 'The Night of the Iguana' (1975-77).
In 1980 deed Conley haar intrede in de wereld van de soap, toen zij gecast werd als de kwaadaardige Rose DeVille in de soapserie The Young and the Restless. Ze speelde deze rol met een onderbreking van 1980 tot 1989. Tussendoor verscheen zij ook in de series Days of our Lives en General Hospital. Haar grote doorbraak kwam toen zij in 1989 aan de cast van de relatief nieuwe serie The Bold and the Beautiful werd toegevoegd. In deze soap speelde zij de rol van Sally Spectra. In het kader van deze serie nam Conley met een aantal andere leden van de cast ook deel aan een wereldwijde concerttour.
Voor haar rol in The Bold and the Beautiful werd Darlene Conley een aantal keer genomineerd voor een Daytime Emmy Award en voor een Soap Opera Digest Award.
Conley was goed bevriend met het Italiaanse model Fabio Lanzoni; zij bezorgde hem een aantal gastoptredens in The Bold and the Beautiful. Ze was ook goed bevriend met Phyllis Diller die ook geregeld te zien was in die serie als schoonheidsspecialiste Gladys Pope.
Darlene Conley was van 1959 tot 1966 getrouwd met acteur William Woodson en van 1970 tot 1981 met Kurt Hensch. Uit haar eerste huwelijk had zij een zoon, Raymond, en twee stiefzonen, Theodore en William.
In november 2006 werd bij Conley maagkanker vastgesteld. Ze onderging een spoedoperatie en de dokters verwachtten dat ze volledig zou herstellen. Op 14 januari 2007 overleed zij echter op 72-jarige leeftijd aan de gevolgen van haar ziekte.

## Trivia
Darlene Conley speelde ook in een aflevering mee van pittige tijden. Haar karakter werd in deze aflevering doodgeschoten.